# El Pedró (Begues)
El Pedró és una muntanya de 472 metres que es troba al municipi de Begues, a la comarca del Baix Llobregat.